# Xystrota angulata
Xystrota angulata är en fjärilsart som beskrevs av William Schaus 1912. Xystrota angulata ingår i släktet Xystrota och familjen mätare. Inga underarter finns listade i Catalogue of Life.